# Alex Vigo
Alex Gamaliel Vigo (Colastiné Sur, Provincia de Santa Fe, Argentina, 28 de abril de 1999) es un futbolista profesional argentino. Juega como lateral y su club actual es Sarmiento de Junín de la Primera División de Argentina.

## Trayectoria

### Colón
Vigo llegó a las inferiores de Colón en 2009, cuando tenía 10 años. Una década más tarde tendría su debut en la Primera del Sabalero: el 28 de enero de 2019 debutó como titular en la victoria por 2-0 sobre Argentinos Juniors. Meses más tarde debutó en la Copa Sudamericana frente a Deportivo Municipal de Perú, partido que finalizaría 2-0 a favor del equipo argentino.
Ya para la temporada 2019-20 Vigo siguió siendo titular en la Copa Sudamericana, eliminando a equipos como River Plate de Uruguay, Argentinos Juniors o Atlético Mineiro. Mientras tanto, en la Superliga tuvo la posibilidad de jugar su primer clásico santafesino, aunque la victoria se la llevaría Unión por 1-0. El 9 de noviembre jugó la final de la Copa Sudamericana 2019, frente a Independiente del Valle de Ecuador, pero el conjunto santafesino perdió por 3-1.

### River Plate
El 18 de febrero de 2021, River adquirió el 50% del futbolista a cambio de USD 2 millones y le realiza un contrato por tres años y medio. Sin embargo, luego de un año en River, al no ser tenido en cuenta por Marcelo Gallardo, el club decide cederlo con cargo y opción de compra al Club Atlético Independiente.

### Independiente
El 7 de febrero de 2022, la cuenta oficial de Independiente oficializó la llegada de Vigo a préstamo por un año a cambio de un cargo y una opción de compra.

### Estrella Roja
El 21 de enero de 2023 fue cedido por 1 año al club serbio.

### Talleres
El 9 de enero de 2024 fue fichado por Talleres.

### Sarmiento de Junín
El 20 de enero de 2025 fue cedido por 1 año a Sarmiento.

## Estadísticas

### Clubes
- Actualizado hasta el 19 de agosto de 2025.

| Club | Div.          | Temporada     | Liga  | Liga  | Liga   | Copas nacionales(1) | Copas nacionales(1) | Copas nacionales(1) | Copas internacionales(2) | Copas internacionales(2) | Copas internacionales(2) | Otras(3) | Otras(3) | Otras(3) | Total | Total | Total  |
| Club | Div.          | Temporada     | Part. | Goles | Asist. | Part.               | Goles               | Asist.              | Part.                    | Goles                    | Asist.                   | Part.    | Goles    | Asist.   | Part. | Goles | Asist. |
| --- | ------------- | ------------- | ----- | ----- | ------ | ------------------- | ------------------- | ------------------- | ------------------------ | ------------------------ | ------------------------ | -------- | -------- | -------- | ----- | ----- | ------ |
| Colón Argentina | 1.ª           | 2018-19       | 6     | 0     | 0      | 1                   | 0                   | 1                   | 1                        | 0                        | 1                        | 6        | 1        | 1        | 14    | 1     | 3      |
| Colón Argentina | 1.ª           | 2019-20       | 13    | 0     | 0      | 12                  | 0                   | 4                   | 9                        | 0                        | 1                        | -        | -        | -        | 34    | 0     | 5      |
| Colón Argentina | Total club    | Total club    | 19    | 0     | 0      | 13                  | 0                   | 5                   | 10                       | 0                        | 2                        | 6        | 1        | 1        | 48    | 1     | 8      |
| River Plate Argentina | 1.ª           | 2021          | 10    | 0     | 0      | 7                   | 0                   | 1                   | 2                        | 0                        | 0                        | -        | -        | -        | 19    | 0     | 1      |
| River Plate Argentina | Total club    | Total club    | 10    | 0     | 0      | 7                   | 0                   | 1                   | 2                        | 0                        | 0                        | -        | -        | -        | 19    | 0     | 1      |
| Independiente Argentina | 1.ª           | 2022          | 26    | 1     | 3      | 13                  | 0                   | 0                   | 3                        | 0                        | 1                        | -        | -        | -        | 42    | 1     | 4      |
| Independiente Argentina | Total club    | Total club    | 26    | 1     | 3      | 13                  | 0                   | 0                   | 3                        | 0                        | 1                        | -        | -        | -        | 42    | 1     | 4      |
| Estrella Roja Serbia | 1.ª           | 2022-23       | 13    | 3     | 1      | 3                   | 0                   | 0                   | 0                        | 0                        | 0                        | -        | -        | -        | 16    | 3     | 1      |
| Estrella Roja Serbia | Total club    | Total club    | 13    | 3     | 1      | 3                   | 0                   | 0                   | 0                        | 0                        | 0                        | -        | -        | -        | 16    | 3     | 1      |
| Talleres (C) Argentina | 1.ª           | 2024          | 7     | 0     | 0      | 4                   | 0                   | 0                   | 1                        | 0                        | 0                        | -        | -        | -        | 12    | 0     | 0      |
| Talleres (C) Argentina | Total club    | Total club    | 7     | 0     | 0      | 4                   | 0                   | 0                   | 1                        | 0                        | 0                        | -        | -        | -        | 12    | 0     | 0      |
| Sarmiento (J) Argentina | 1.ª           | 2025          | 15    | 0     | 0      | 1                   | 0                   | 0                   | 0                        | 0                        | 0                        | -        | -        | -        | 16    | 0     | 0      |
| Sarmiento (J) Argentina | Total club    | Total club    | 15    | 0     | 0      | 1                   | 0                   | 0                   | 0                        | 0                        | 0                        | -        | -        | -        | 16    | 0     | 0      |
| Total carrera | Total carrera | Total carrera | 90    | 4     | 4      | 41                  | 0                   | 6                   | 16                       | 0                        | 3                        | 6        | 1        | 1        | 153   | 5     | 14     |
| (1) Las copas nacionales se refiere a la Copa Argentina, Copa de la Superliga Argentina, Copa de la Liga Profesional y Copa de Serbia. (2) Las copas internacionales se refiere a la Copa Libertadores y a la Copa Sudamericana. (3) Incluye Copa Santa Fe. |               |               |       |       |        |                     |                     |                     |                          |                          |                          |          |          |          |       |       |        |

## Palmarés

### Campeonatos nacionales
| Título              | Club                      | País      | Año     |
| ------------------- | ------------------------- | --------- | ------- |
| Supercopa Argentina | River Plate               | Argentina | 2019    |
| Primera División    | River Plate               | Argentina | 2021    |
| Trofeo de Campeones | River Plate               | Argentina | 2021    |
| Superliga           | Estrella Roja de Belgrado | Serbia    | 2022-23 |
| Copa de Serbia      | Estrella Roja de Belgrado | Serbia    | 2022-23 |